# Sebright
Das Sebright ist ein Huhn und gehört zur Untergruppe der Zwerghühner. Während die meisten Zwerghühner lediglich kleinere Varianten von größeren Rassen sind, handelt es sich bei den Sebrights um „echte“ Zwerge (Urzwerge). Der Reiz dieser Hühner liegt gerade in der  Größe und dem sozialen Verhalten. Ihre Keckheit, ihre Neugierde und ihr Mut sind für den außenstehenden Betrachter oft erheiternd und unerwartet. Obwohl diese Rasse kaum wirtschaftlichen Nutzen hat, siehe Körper- und Eiergröße, halten viele diese kleinen geselligen Tiere.

## Geschichtliches
Die Sebright-Hühner sind eine um 1800 von Sir John Sebright in England gezüchtete Zwerghuhnrasse. Es sind nicht alle zu den Ahnen des Sebright zählenden Rassen bekannt.

## Körpermerkmale

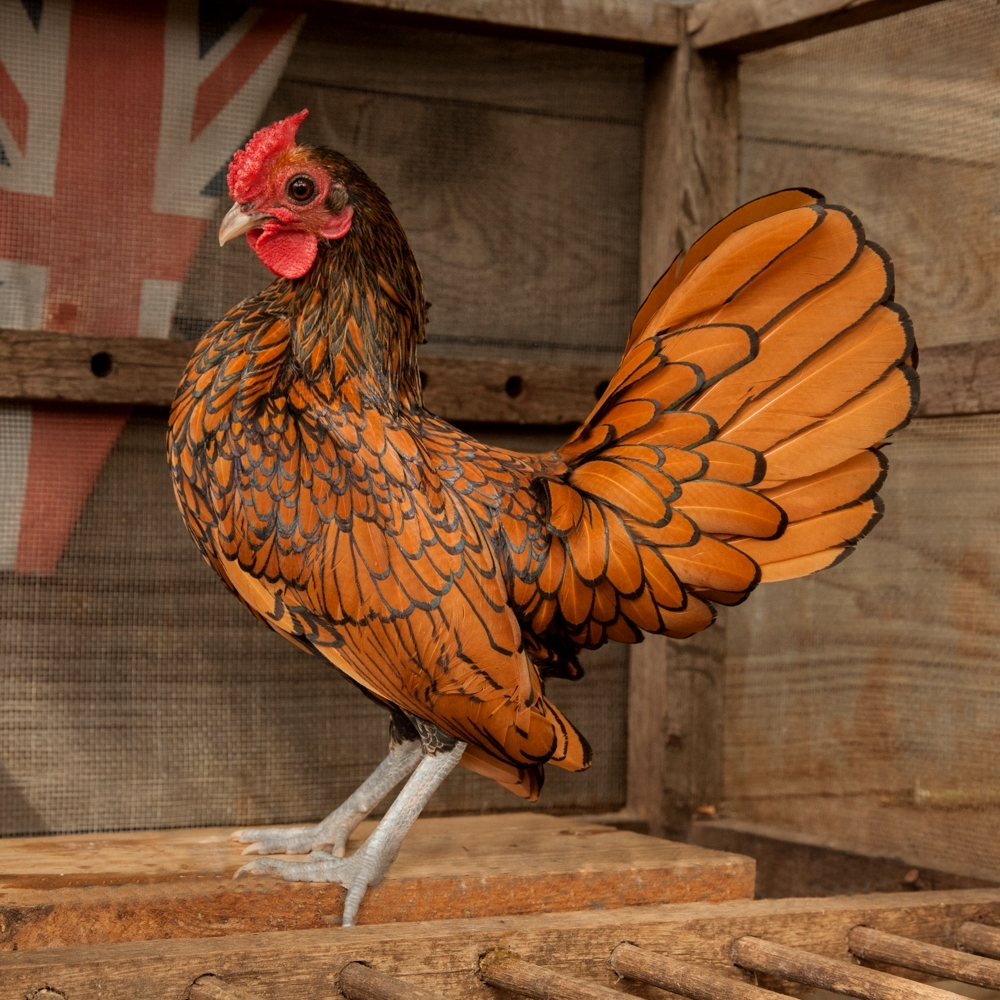
Ein goldener Sebright-Hahn.

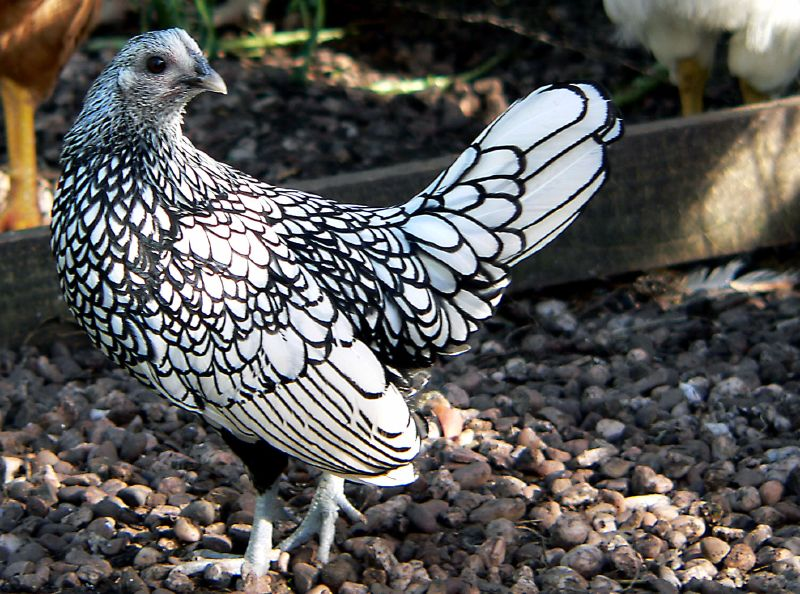
Eine silberne Sebright-Henne.

Die Rasse zeichnet sich durch eine kurze, breite und abgerundete Form aus und ist mittelhoch (ca. 20 – 30 cm) im Stand. Hahn und Henne haben die gleiche Körperform, wobei der Hahn etwas kräftiger gebaut ist. Dem Züchter kam es darauf an, hennenfiedrige Tiere zu erhalten, d. h. den Hähnen sollten die geschlechtsspezifischen Schmuckfedern fehlen. Infolgedessen sind die Federn der Hähne am ganzen Körper schön gesäumt, tiefschwarz mit reichlich Grünglanz. Beim Federkleid unterscheidet man bei dieser Rasse in zwischen unter vier grundsätzliche Färbungen. Zum einen die bekannten, welche ein silbernes Federkleid (silber-schwarz gesäumt) und ein goldenes Federkleid (gold-schwarz gesäumt) tragen. Anfang des 20. Jahrhunderts kamen in den Niederlanden weitere Varianten hinzu, wie Zitron-Schwarz- und Gelb-Weißgsesäumte Letztere sind auch durch den Bund Deutscher Rassegeflügelzüchter unter der Farbschlagbezeichnung „chamois-weißgesäumt“ anerkannt. Die Variante „zitron-schwarzgesäumt“ wurde mit der Schausaison 2020 zugelassen.
Ungesäumte schwarze und weiße Varietäten wurden in den Niederlanden als Eikenburger Zwerghuhn mit separatem Rassestandard anerkannt.

## Legeleistung
Sebright-Hühner legen bis zu 80 Eier im Jahr, die Eier sind im Durchschnitt 25 bis 30 g schwer.
Sebrights sind besonders anfällig für die „Marek-Krankheit“. Diese Krankheit lässt sich nicht behandeln und führt unweigerlich zum Tod. Sie bricht meistens bei erwachsenen Hennen aus, die ihre ersten Eier legen. Einziger Schutz ist eine vorbeugende Impfung der Küken. Man sollte sich beim Kauf der Tiere erkundigen, ob sie geimpft sind.